# Telonero

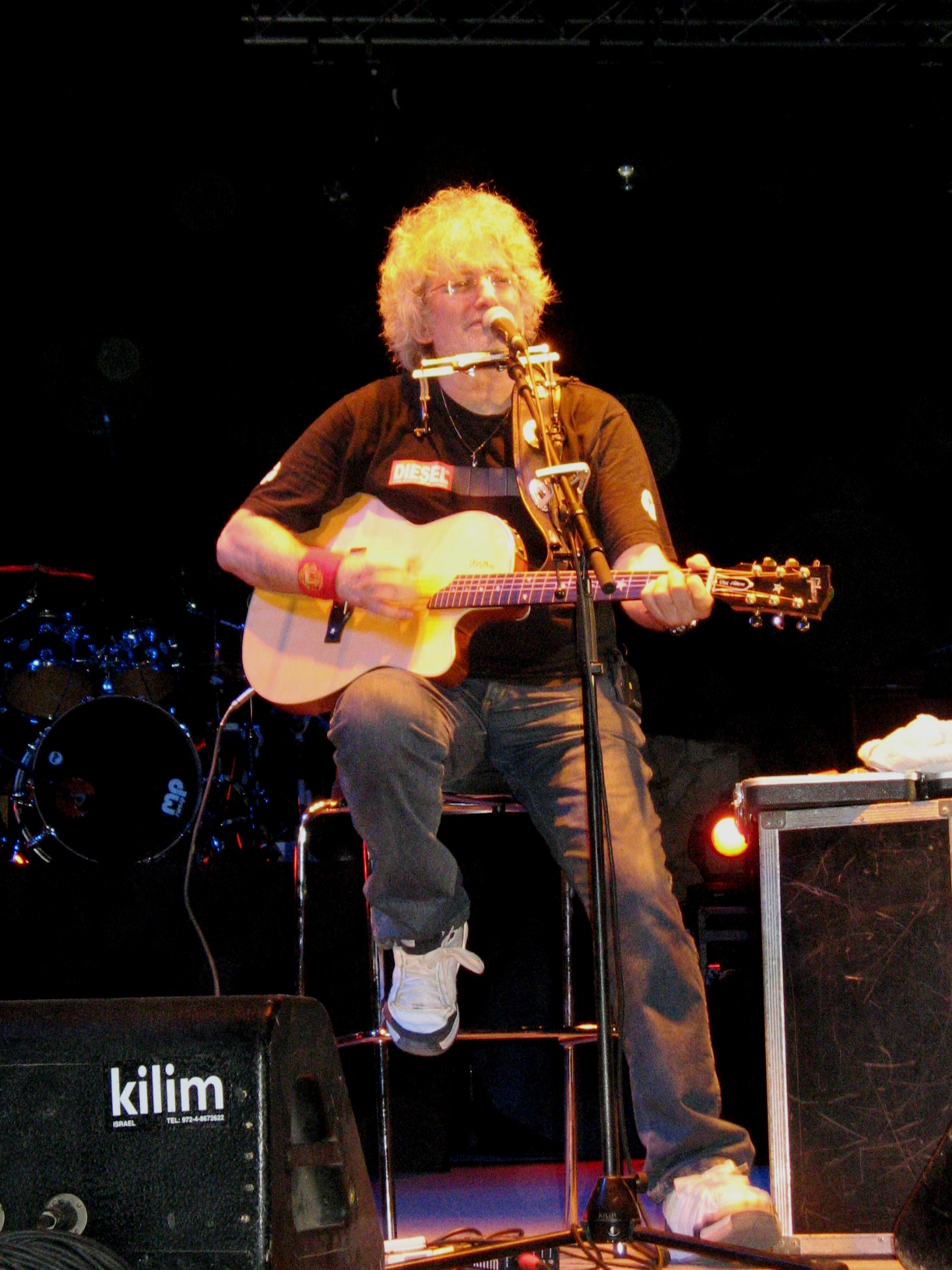
Dani Litani actuando en Amfi Hagilboa, Israel, preparando para Joe Cocker.

Un telonero es un artista o banda que actúa antes de la atracción principal de un concierto o actuación, con el propósito de preparar a la audiencia para ser más receptiva al artista principal y también para que la audiencia tenga un poco más de satisfacción junto al espectáculo del artista o banda principal. Generalmente su puesta en escena dura entre 30 y 60 minutos.
Las casas discográficas estudian detenidamente las ventajas de promocionar sus artistas menos conocidos o sus artistas nuevos o sus artistas recién iniciados como teloneros para sus artistas más consolidados, es decir, cuyo potencial y talento del artista nuevo y menos conocido es cercano, parecido o son igual de comparables al artista principal y más consolidado pero cuya notoriedad o fama no es comparable a la de la artista principal.